# ایستگاه ومبلی مرکزی
ایستگاه ومبلی مرکزی یک ایستگاه از خط بیکرلو و از خطوط متروی لندن است.که در منطقه ومبلی قرار دارد.

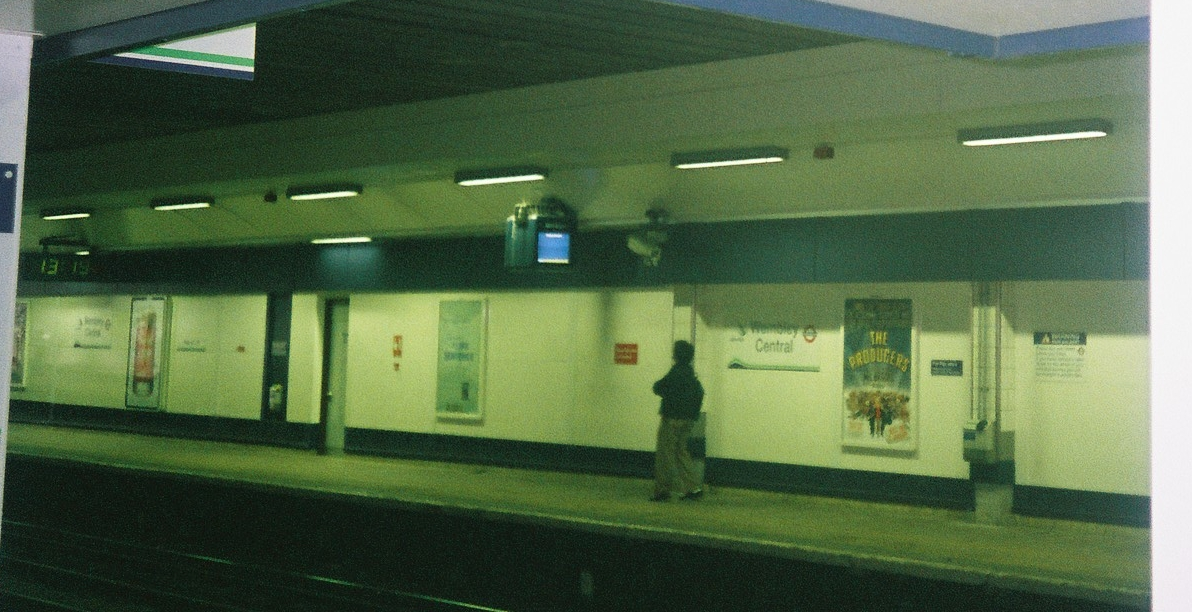

چرینگ

## نگارخانه

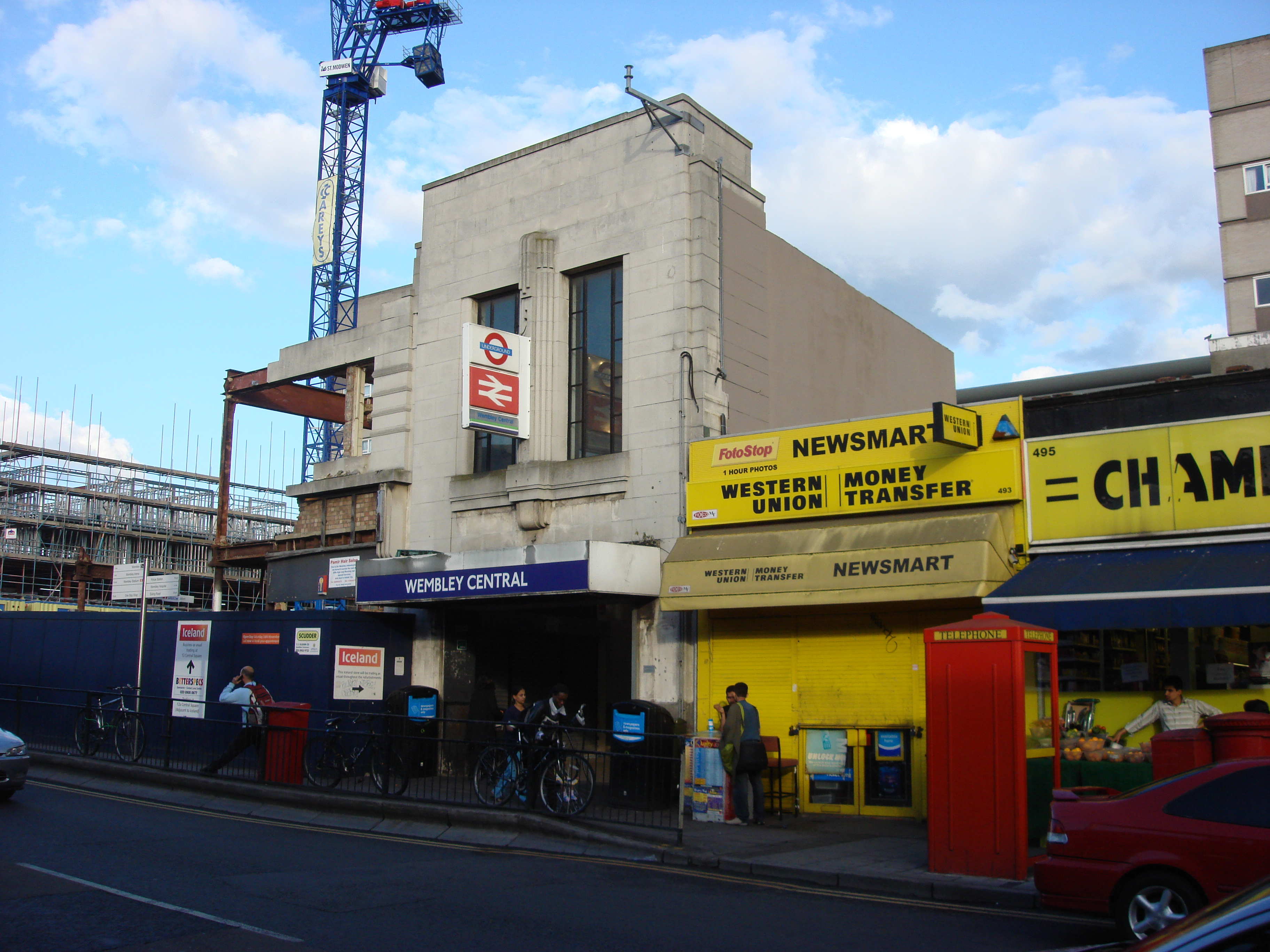
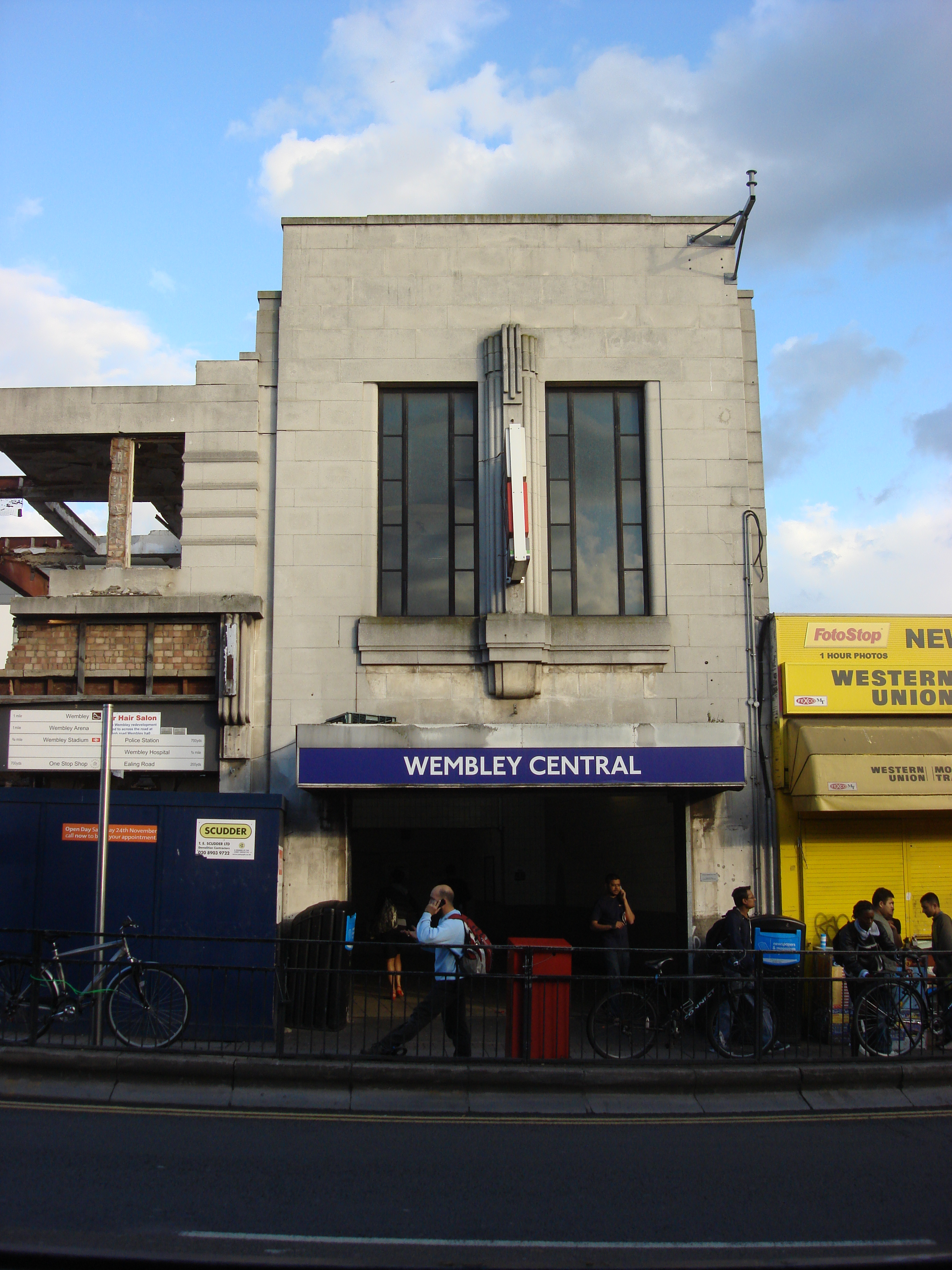
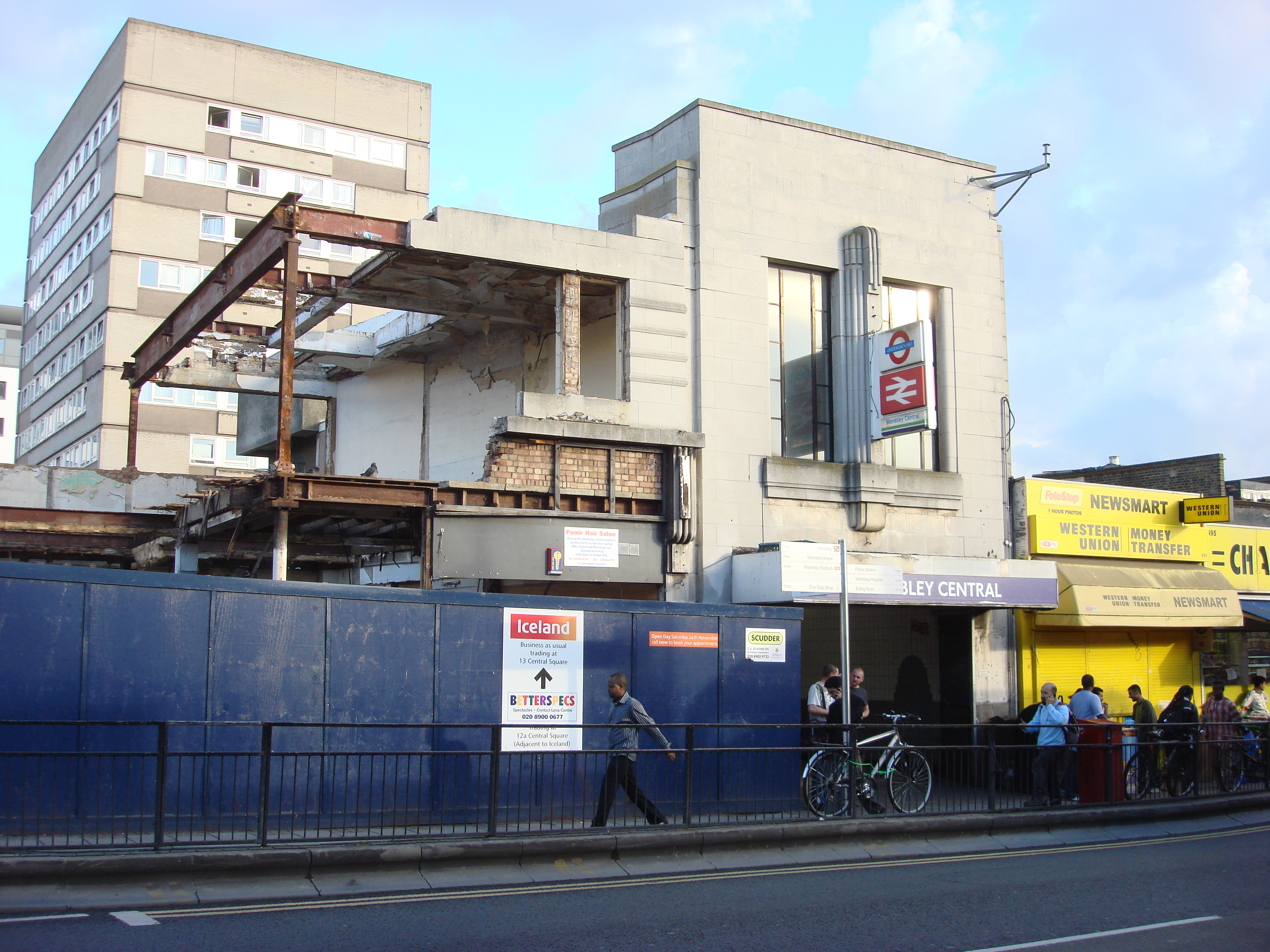
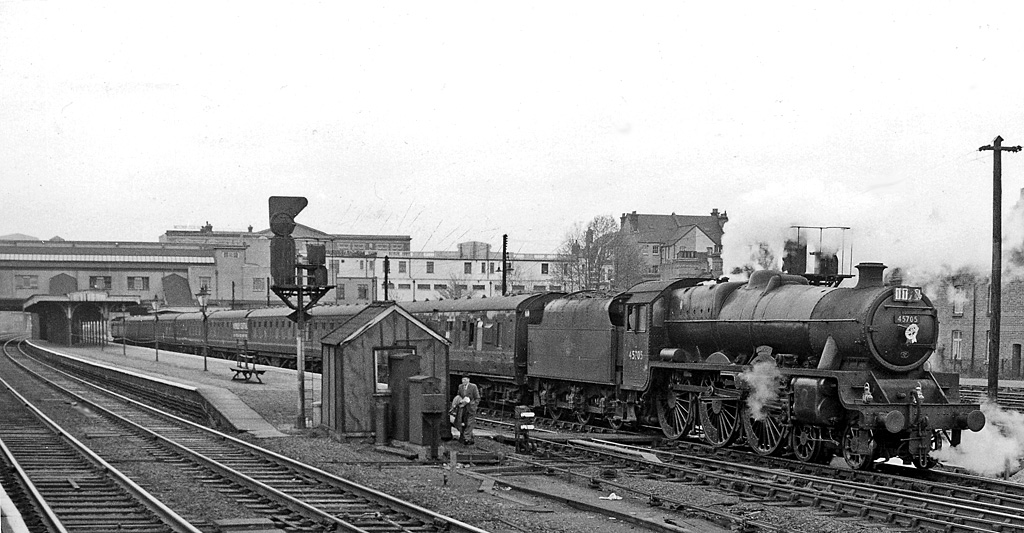
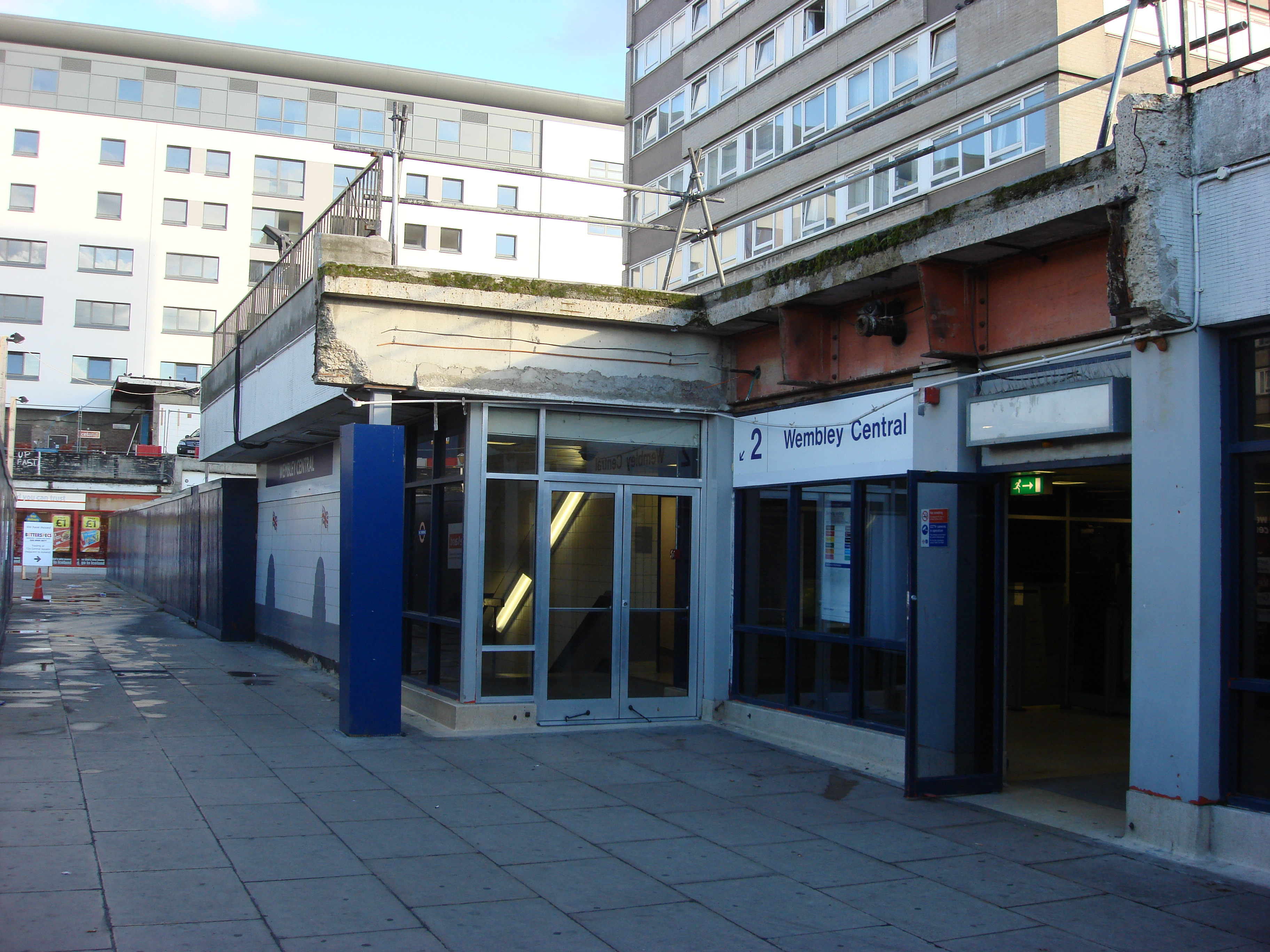
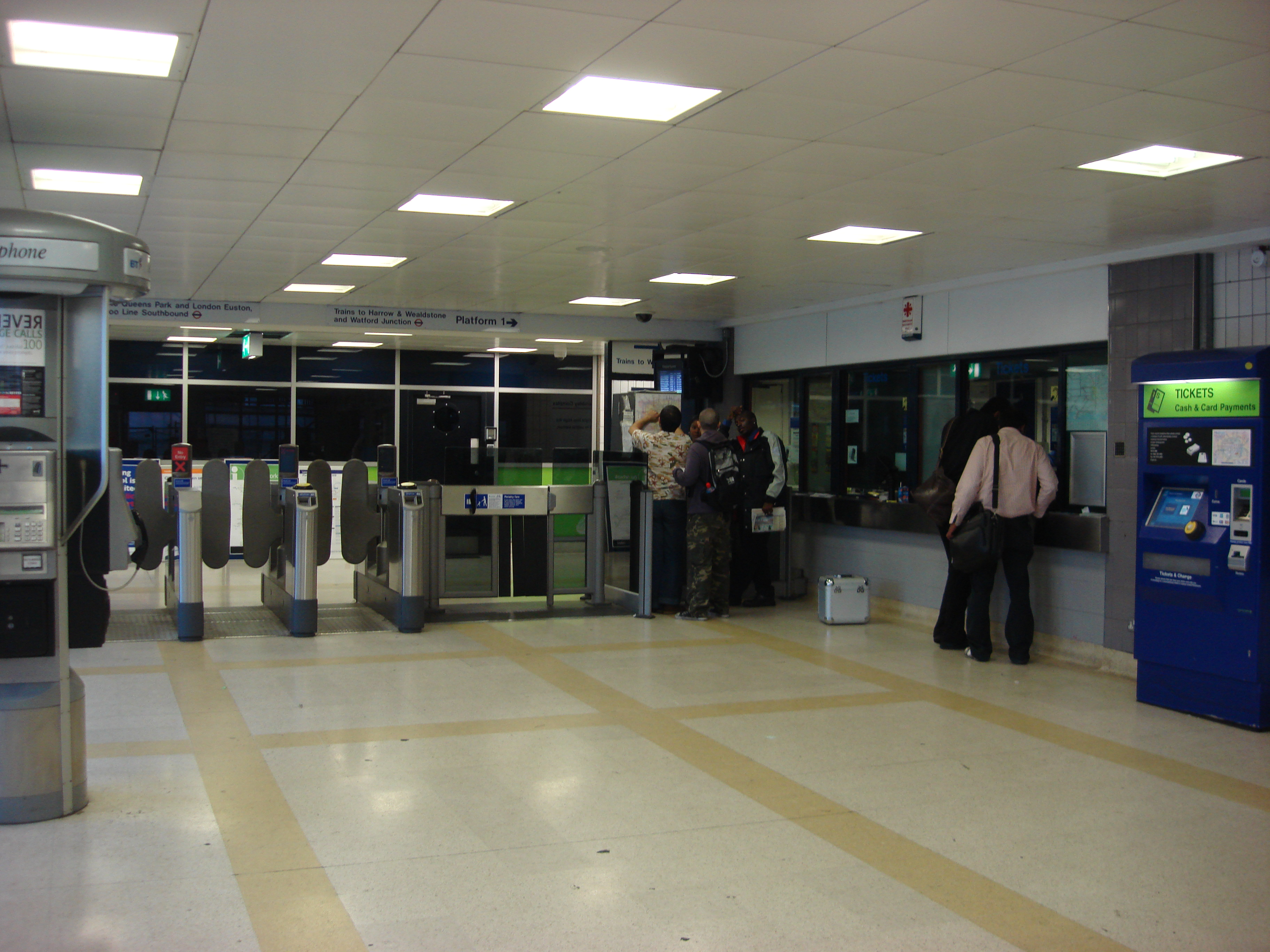
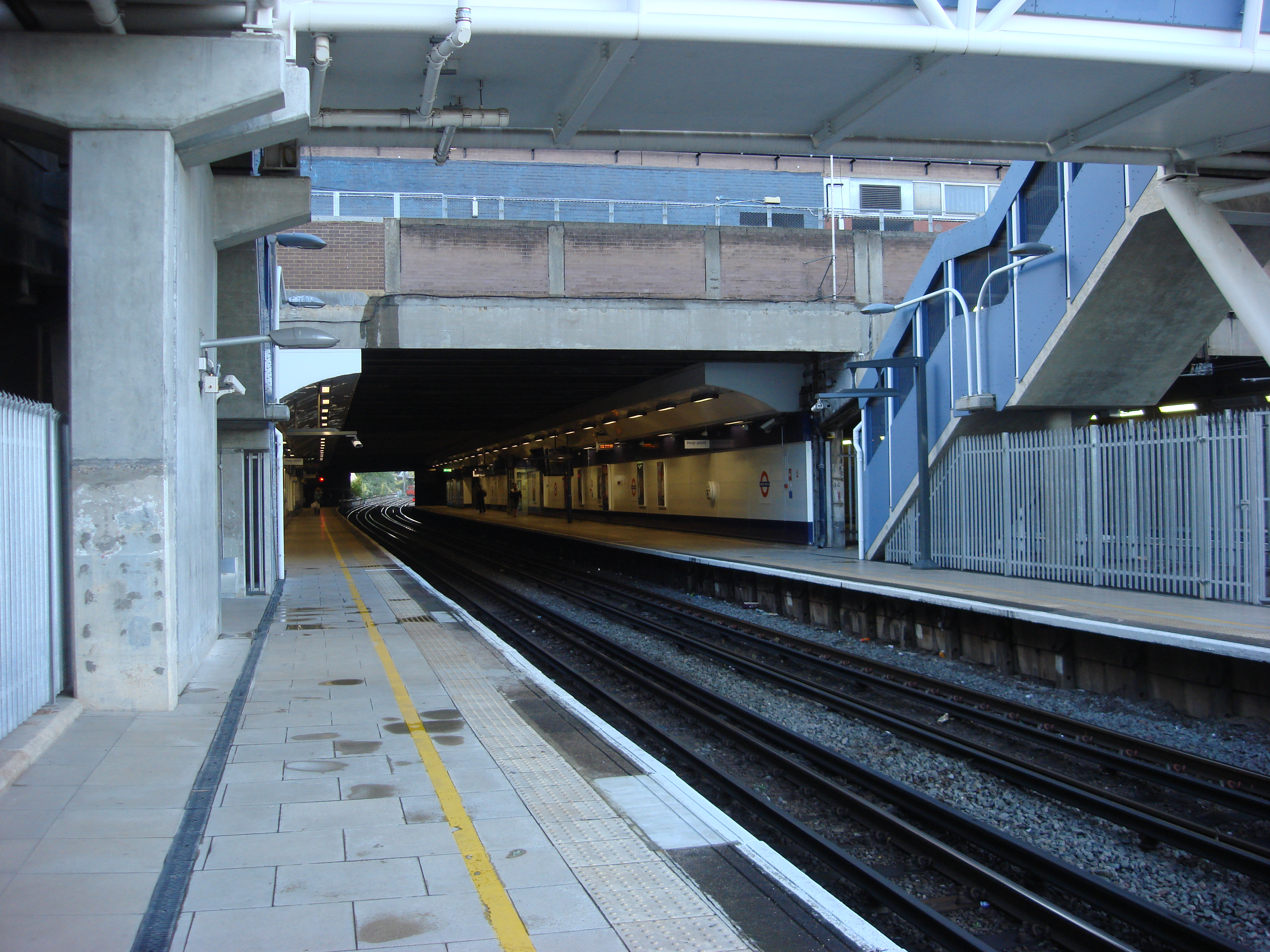
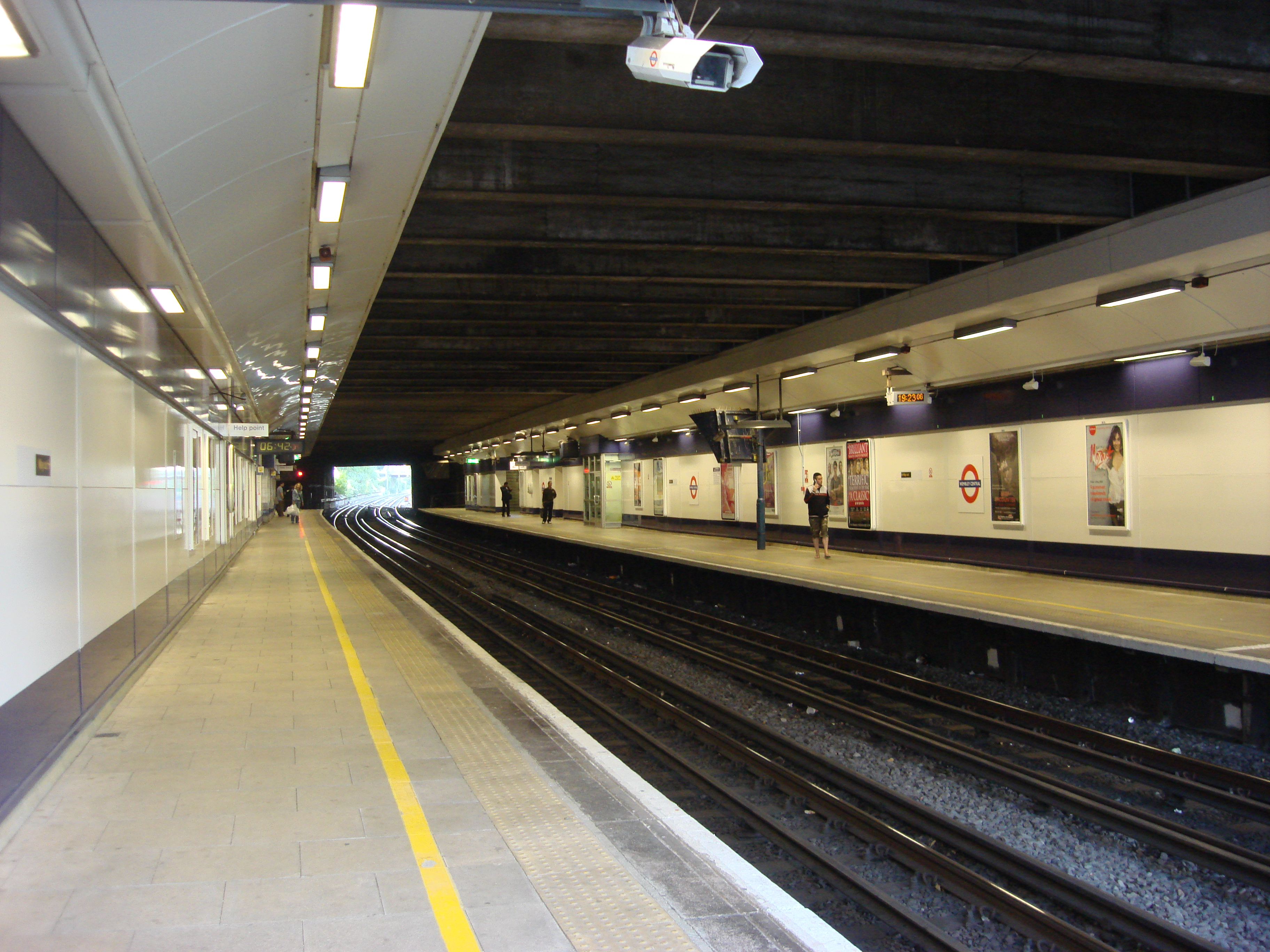
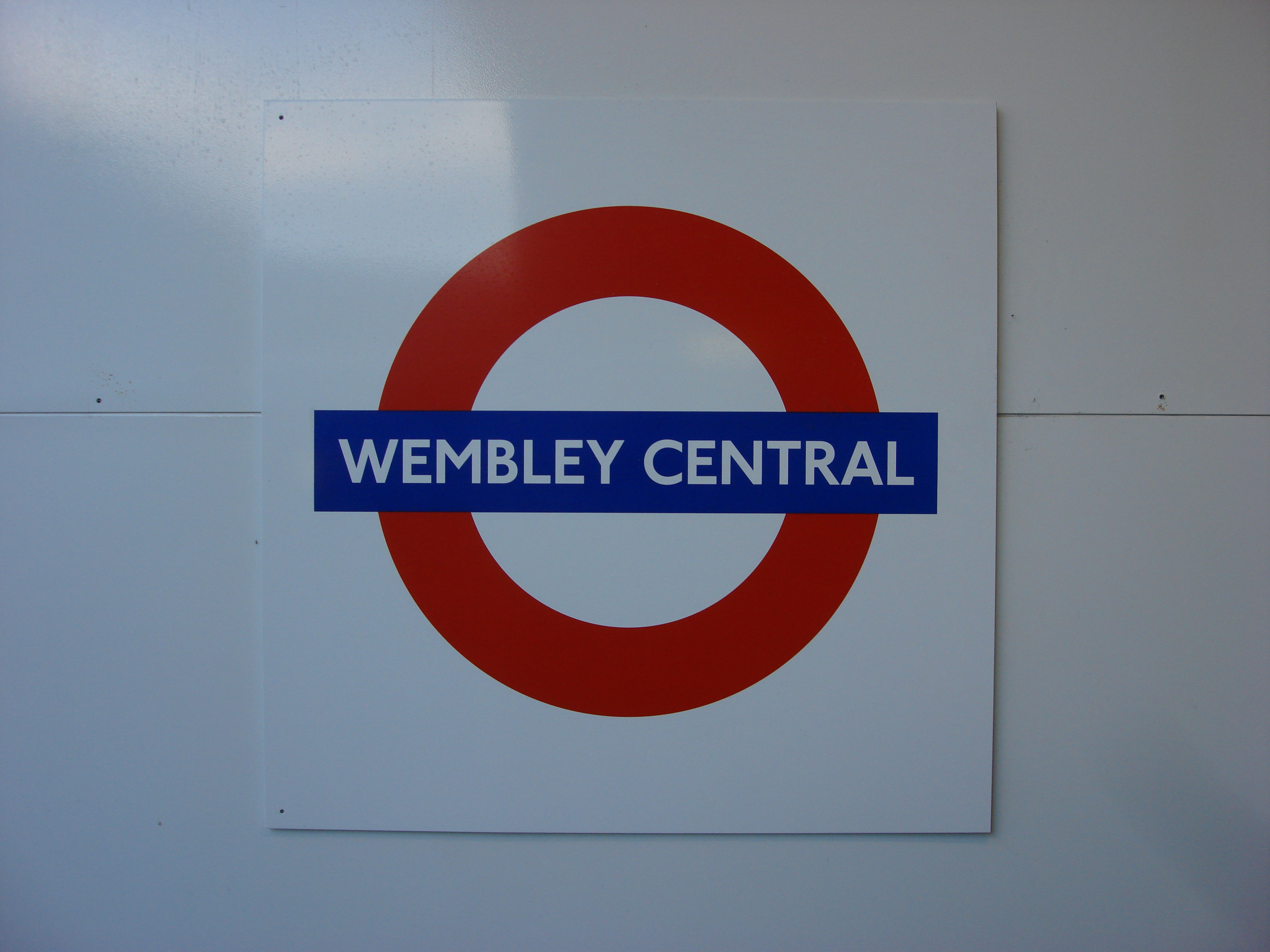